# Hector Mora
Hector Mora (Ciudad Mendoza, Mendoza, Argentina, 6 de agosto de 1937) foi um desportista pugilista argentino. Foi Campeão Argentino e Campeão Sul-Americano de boxe, categoria meio-médios.

## Carreira
Em 14 de março de 1958 ocorreu a sua primeira luta profissional, foi contra Oscar Ferreyra, na Ciudad Mendoza, saindo-se vitorioso neste combate. Realizou lutas internacionais no Brasil, no Uruguai e no Peru.
Ganhou o título de Campeão Argentino contra Ignacio Magallanes, em 29 de abril de 1963, no Luna Park, em Buenos Aires.
Em 6 de junho de 1964, Hector Mora perdeu o título Sul-Americano em sua categoria na luta contra o brasileiro Fernando Barreto, no Luna Park, em Buenos Aires, Argentina. No mesmo ano perderia o título Argentino dos Meio-Médios para Jorge Fernandez.

## Cartel
- 45 lutas
- 31 vitórias
- 9 empates
- 5 derrotas